# Русский Гулливер
«Русский Гулливер» — российский издательский проект, специализирующийся на издании современной русской и переводной поэзии, прозы и эссеистики. Располагается в Москве.
В 2005 году появилась одноимённая книжная серия издательства «Наука» и «Центра современной литературы», названная в честь героя Джонатана Свифта, основанная прозаиком, поэтом и переводчиком Вадимом Месяцем, который остаётся бессменным руководителем проекта, прозаиком Александром Давыдовым, поэтами Андреем Тавровым и Алексеем Парщиковым. Критик Мария Галина охарактеризовала серию как демонстративно элитарную и нежанровую, «комплектуемую исключительно по принципу „умности“».
Издательская инициатива быстро получила отзывы внутри профессионального сообщества. Критик Сергей Некрасов отмечал: «Образ Гулливера возникает не случайно. Персонаж Свифта, как мы помним, изрядно путешествовал по разным фантастическим мирам, но сумел при этом остаться самим собой. Так и здесь: „Подлинная литература создается одиночками, а масштаб явления зависит от точки отсчёта“. Можно ещё добавить: масштаб зависит не от тиража, а от текста».
С 2007 года помимо основной серии, в которой выходила поэзия, крупная и малая проза и эссеистика, совместно с салоном «Классики XXI века» (и «Издательством Руслана Элинина») был начат выпуск одноимённой малоформатной поэтической серии, редактором которой был Андрей Тавров.

С 2011 года проект существует как отдельное издательство. В настоящее время направление работы смещается в сторону издания малой прозы, продолжают выходить экспериментальная поэзия и переводы. Публикуемые книги составляют семь серий: «Академический проект», поэтическая, мемориальная, «Окна Русского Гулливера» (новаторская проза), гуманитарных исследований и переводные. В издательстве заняты поэты Андрей Тавров и Валерий Земских, художник Михаил Погарский. По мнению журнала «Иностранная литература»
…сегодня, когда книжный рынок в России неуклонно сжимается, превращаясь во все более коммерциализированную среду <…>, Гулливер продолжает издавать самое трудное для публикации — современную поэзию. Прозу они тоже издают — ту, что в советское время ассоциировалась с афишей в кинотеатре «для любителей трудного кино», а сейчас именуется по-заграничному «артхаус».
За книги, выпущенные «Русским Гулливером» (проектом и издательством), их авторы становились лауреатами премий: «Русский Букер» — Александра Николаенко («Убить Бобрыкина. История одного убийства»); премии Андрея Белого — Анатолий Барзах («Причастие прошедшего зрения»), Андрей Тавров («Плач по Блейку»); «Московский счёт» — Владимир Гандельсман («Ода одуванчику»); «Русской премии» — Ниджат Мамедов («Место встречи повсюду»).

Деятельность в рамках проекта не ограничивается книгоизданием. С 2012 года выходит литературный журнал «Гвидеон», в середине 2010-х годов непродолжительное время вручалась премия издательства. Проводятся перформансы, определяемые как «поэзия в действии»:
…смешение священных почв (перенос камней из одних святых мест в другие, ведущее, по мнению авторов, к объединению религий); борьба с наводнениями и прочими стихийными бедствиями с помощью поэтических заклинаний (остановки и призвание дождя, молебны в Венеции, Амстердаме и Санкт-Петербурге), парадоксальные акции (возложение Ельцина в Мавзолей или выборы президента России с участием царя Соломона, Хлодвига-крестителя франков и Оцеолы, вождя семинолов).